# Сич Віталій Володимирович
Віталій Володимирович Сич (нар. 29 березня 1975) — український журналіст, головний редактор журналу та сайту «NV», колишній головний редактор журналу «Корреспондент» (2003—2013).

## Життєпис
Віталій Сич народився 29 березня 1975 року у Вінниці.
Закінчив факультет іноземних мов Вінницького державного педагогічного університету за спеціальністю «викладач англійської та німецької мов» (1997, з червоним дипломом).
З 1997 року працював у компанії KP Media: у 1997—1998 роках — асистентом редакції газети Kyiv Post, у 1998—1999-му — журналістом відділу «Політика», у 1999—2000-му — журналістом відділу «Бізнес», у 2000—2001-му — редактором відділу «Бізнес», у 2001—2003-му — редактором відділу «Політика».
У 2000—2003 роках Сич був оглядачем журналу Business Central Europe (The Economist Group), а у 2003 році став головним редактором журналу «Корреспондент». У 2007 році він проходив курс із видавницької справи у Стенфордському університеті. У листопаді 2013 року Сич залишив «Корреспондент», який перейшов під управління Сергія Курченка.
У травні 2014 року на гроші інвестора Томаша Фіали започаткував журнал та сайт рос. «Новое Время» (Новий Час) та став його головним редактором.. У червні 2019 року назву змінили на «NV» англ. New Voice (Новий голос). 
Одночасно Віталій Сич — головний куратор усіх проєктів медіахолдингу «NV», в який станом на жовтень 2023, окрім журналу «NV», входить також радіо NV (колишнє Радіо «Ера»).
Під час Російсько-української війни з 2022 року разом з інвестиційним банкіром Сергієм Фурсою почав вести на «Радіо НВ» о 13-й годині по буднях однойменну (Віталія Сича і Сергія Фурси) програму на злободенні питання. 10 травня 2022 року Віталій Сич уперше провів програму українською мовою.
Згодом назва програми трансформувалася у «Фурсич», а періодичність виходу з щоденного скоротилася до декілька разів на тиждень.
Модератор лекцій Діалоги про Майбутнє. Публікувався на політичну і економічну тематику у виданнях The Economist Group, Bloomberg, Businessweek, Die Zeit, Ведомости, Корреспондент, NV та інших.